# エディ・アルバレス (野球)
エドゥアルド・コルテス・アルバレス（Eduardo Cortes Alvarez、1990年1月30日 - ）は、アメリカ合衆国・フロリダ州マイアミ出身のプロ野球選手 (内野手)、ショートトラックスピードスケート選手。右投両打。MLBのアトランタ・ブレーブス傘下所属。
スピードスケート選手からプロ野球選手に転身した異色の経歴を持つ。2014年ソチオリンピックのショートトラックスピードスケート競技・2020年東京オリンピックの野球競技の2競技で銀メダルを獲得しており、夏・冬オリンピック両大会のメダリストである。

## 経歴

### スピードスケーター時代
アルバレスは7歳からローラースケートを始める。2008年・2009年の世界ジュニア選手権に出場。その後膝蓋腱の手術を受けて一度はスケートを離れて野球をプレーしていたが、2012年に再びスケートに戻り、ソチ五輪でアメリカ代表になる。男子5000mリレーで銀メダルを獲得した。

### 野球転身とホワイトソックス傘下時代

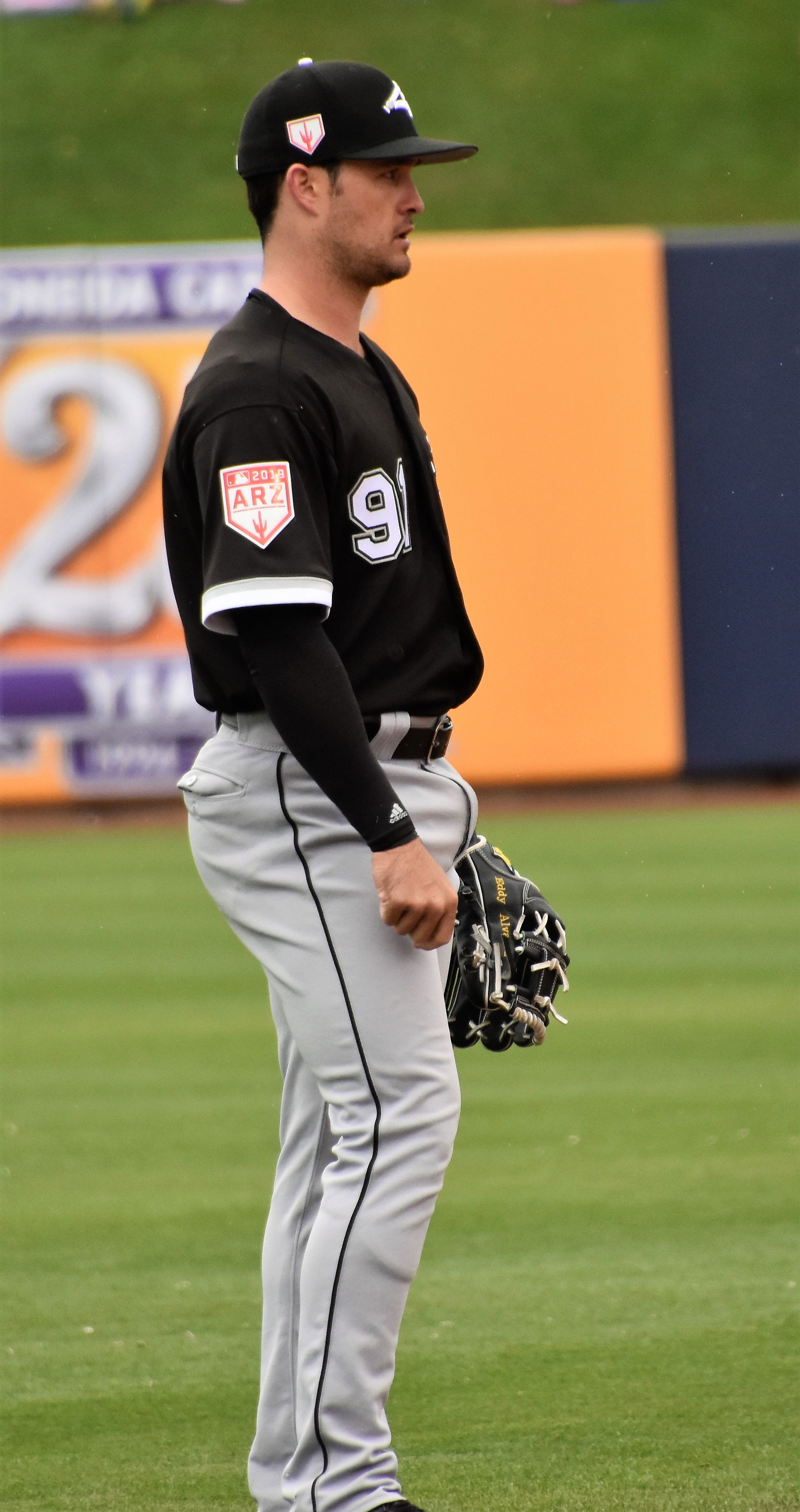
シカゴ・ホワイトソックス傘下時代

オリンピック後に再び野球に転身することを発表し、「スピードスケートに戻ることは95%ない」と語った。
2014年6月11日にシカゴ・ホワイトソックスとマイナー契約を結び、ルーキー級アリゾナリーグ・ホワイトソックスでプロデビューし、8月にA級カナポリス・インディミディターズに昇格した。
2015年はカナポリスで開幕を迎え、7月にA+級ウィンストン・セーラム・ダッシュに昇格した。
2016年はAA級バーミングハム・バロンズで開幕を迎え、その後、AAA級シャーロット・ナイツに昇格しメジャー昇格目前まで迫ったが、そこから成績が伸びず停滞した。

### マーリンズ時代
2019年3月27日にマイアミ・マーリンズへトレードされ、この年は傘下のAAA級ニューオーリンズ・ベビーケークスでプレーした。
2020年、マーリンズの選手の多くが新型コロナウイルスに集団感染し、ロースターが大幅に空いてしまう。これを受けて8月3日にメジャーに昇格。その後、2日後のボルチモア・オリオールズ戦でメジャーデビューを果たした。9月13日にDFAとなり、17日にマイナー契約となった。
2021年7月、東京オリンピックアメリカ代表に選ばれた。オリンピック本大会では8月5日の準決勝・韓国戦に勝利し、決勝に進出したため銀メダル以上が確定、これにより史上6人目となる夏冬オリンピックメダリストとなることが確実となった。最終的に銀メダルを獲得、また二塁手として大会ベストナインにも選出された。
9月にメジャーに昇格し、同月11日のアトランタ・ブレーブス戦でチャーリー・モートンからメジャー初本塁打を放った。オフにFAとなった。

### ドジャース時代
2022年1月1日にロサンゼルス・ドジャースとマイナー契約を結んだ。6月3日にアクティブ・ロースター入りした。8月30日にDFAとなり、9月5日にFAとなった。

### ブルワーズ傘下時代
2022年12月3日にミルウォーキー・ブルワーズとマイナー契約を結び、傘下AAA級ナッシュビル・サウンズに配属された。2023年7月13日にFAとなった。

### レッドソックス傘下時代
2023年7月26日にボストン・レッドソックスとマイナー契約を結んだ。

### メッツ時代
2024年9月8日に金銭トレードでニューヨーク・メッツへ移籍し、翌日アクティブ・ロースター入りした。メッツでは13試合に出場して安打こそ放てなかったものの、2得点、2三振、1四球を記録した。オフの10月21日にFAとなった。

### ブレーブス傘下時代
2025年1月6日にアトランタ・ブレーブスとマイナー契約を結び、翌7日にAAA級グウィネット・ストライパーズに配属された。

## 詳細情報

### 年度別打撃成績
| 年 度    | 球 団    | 試 合 | 打 席 | 打 数 | 得 点 | 安 打 | 二 塁 打 | 三 塁 打 | 本 塁 打 | 塁 打 | 打 点 | 盗 塁 | 盗 塁 死 | 犠 打 | 犠 飛 | 四 球 | 敬 遠 | 死 球 | 三 振 | 併 殺 打 | 打 率 | 出 塁 率 | 長 打 率 | O P S |
| -------- | -------- | ----- | ----- | ----- | ----- | ----- | -------- | -------- | -------- | ----- | ----- | ----- | -------- | ----- | ----- | ----- | ----- | ----- | ----- | -------- | ----- | -------- | -------- | ----- |
| 2020     | MIA      | 12    | 41    | 37    | 6     | 7     | 1        | 0        | 0        | 8     | 2     | 2     | 0        | 0     | 0     | 3     | 0     | 1     | 16    | 0        | .189  | .268     | .216     | .484  |
| 2021     | MIA      | 24    | 74    | 64    | 8     | 12    | 4        | 1        | 1        | 21    | 6     | 1     | 0        | 0     | 0     | 4     | 1     | 6     | 18    | 2        | .188  | .297     | .328     | .625  |
| 2022     | LAD      | 24    | 27    | 25    | 1     | 4     | 0        | 0        | 0        | 4     | 3     | 1     | 0        | 1     | 1     | 0     | 0     | 0     | 9     | 1        | .160  | .154     | .160     | .314  |
| 2024     | NYM      | 13    | 11    | 9     | 2     | 0     | 0        | 0        | 0        | 0     | 0     | 0     | 0        | 0     | 0     | 1     | 0     | 1     | 2     | 0        | .000  | .182     | .000     | .182  |
| MLB：4年 | MLB：4年 | 63    | 153   | 135   | 17    | 23    | 5        | 1        | 1        | 33    | 11    | 4     | 0        | 1     | 1     | 8     | 1     | 8     | 45    | 3        | .170  | .257     | .244     | .501  |

- 2024年度シーズン終了時

### 年度別投手成績
| 年 度    | 球 団    | 登 板 | 先 発 | 完 投 | 完 封 | 無 四 球 | 勝 利 | 敗 戦 | セ 丨 ブ | ホ 丨 ル ド | 勝 率 | 打 者 | 投 球 回 | 被 安 打 | 被 本 塁 打 | 与 四 球 | 敬 遠 | 与 死 球 | 奪 三 振 | 暴 投 | ボ 丨 ク | 失 点 | 自 責 点 | 防 御 率 | W H I P |
| -------- | -------- | ----- | ----- | ----- | ----- | -------- | ----- | ----- | -------- | ----------- | ----- | ----- | -------- | -------- | ----------- | -------- | ----- | -------- | -------- | ----- | -------- | ----- | -------- | -------- | ------- |
| 2024     | NYM      | 1     | 0     | 0     | 0     | 0        | 0     | 0     | 0        | 0           | ----  | 5     | 1.0      | 1        | 0           | 0        | 0     | 1        | 1        | 0     | 0        | 0     | 0        | 0.00     | 1.00    |
| MLB：1年 | MLB：1年 | 1     | 0     | 0     | 0     | 0        | 0     | 0     | 0        | 0           | ----  | 5     | 1.0      | 1        | 0           | 0        | 0     | 1        | 1        | 0     | 0        | 0     | 0        | 0.00     | 1.00    |

- 2024年度シーズン終了時

### 表彰
国際大会
- オリンピックの野球競技・ベストナイン：1回 （二塁手：2021年）

### 代表歴
- 2020年東京オリンピックの野球競技・アメリカ合衆国代表

### 背番号
- 65（2020年 - 2021年）
- 37（2022年）
- 26（2024年）